# Anisopleura
Anisopleura is een geslacht van libellen (Odonata) uit de familie van de Euphaeidae (Oriëntjuffers).

## Soorten
Anisopleura omvat 10 soorten:
- Anisopleura comes Hagen, 1880
- Anisopleura furcata Selys, 1891
- Anisopleura lestoides Selys, 1853
- Anisopleura lieftincki Prasad & Ghosh, 1984
- Anisopleura qingyuanensis Zhou, 1982
- Anisopleura subplatystyla Fraser, 1927
- Anisopleura trulla Hämäläinen, 2003
- Anisopleura vallei St. Quentin, 1937
- Anisopleura yunnanensis Zhu & Zhou, 1999
- Anisopleura zhengi Yang, 1996